# 恵那市立三郷小学校
恵那市立三郷小学校（えなしりつ みさとしょうがっこう）とは、岐阜県恵那市にある公立小学校。

## 概要
- 通学区域は三郷町全域である。公立中学校の進学先は恵那市立恵那西中学校である[1]。
- 校地は、1979年に廃校となった恵那市立三郷中学校の跡地である。

## 沿革
- 1983年（昭和58年）
  - 4月 - 恵那市立佐々良木小学校と恵那市立野井小学校を統合し、新たに恵那市立三郷小学校として開校。校舎及び屋内運動場未完成のため、旧・佐々良木小学校校舎と旧・三郷中学校校舎[注釈 1]で授業を行い、開校式は旧・三郷中学校講堂で行う。
  - 9月 - 旧・三郷中学校跡地に校舎が完成。
- 1984年（昭和59年） - 屋内運動場が完成[2]。
- 1986年（昭和61年） - プールが完成[2]。